# رالف جي. بروكس
رالف جي. بروكس (بالإنجليزية: Ralph G. Brooks)‏ هو محامي وسياسي أمريكي، ولد في 6 يوليو 1898 في إيوستيس في الولايات المتحدة، وتوفي في 9 سبتمبر 1960 في لنكن في الولايات المتحدة. حزبياً، نشط في الحزب الديمقراطي. وقد انتخب حاكم نبراسكا ‏.